# بورگشتاین
بورگشتاین (به آلمانی: Burgstein) یک منطقهٔ مسکونی در آلمان است که در وایشلیتس واقع شده‌است. بورگشتاین ۱٬۹۵۴ نفر جمعیت دارد.